# Ulrich Schreck
Ulrich Rainer Schreck (Tauberbischofsheim, 11 de marzo de 1962) es un deportista alemán que compitió en esgrima, especialista en la modalidad de florete.
Participó en dos Juegos Olímpicos de Verano, obteniendo en total dos medallas, ambas en la prueba por equipos: plata en Seúl 1988 (junto con Matthias Behr, Thomas Endres, Matthias Gey y Thorsten Weidner) y oro en Barcelona 1992 (con Udo Wagner, Thorsten Weidner, Alexander Koch e Ingo Weißenborn).
Ganó cuatro medallas en el Campeonato Mundial de Esgrima entre los años 1985 y 1991.
Estuvo casado con la esgrimidora Monika Weber-Koszto.

## Palmarés internacional
| Representando a la RFA   |                      |                  |                     |
| Juegos Olímpicos         |                      |                  |                     |
| Año                      | Lugar                | Medalla          | Prueba              |
| 1988                     | Seúl (Corea del Sur) | Medalla de plata | Florete por equipos |
| Campeonato Mundial       |                      |                  |                     |
| Año                      | Lugar                | Medalla          | Prueba              |
| 1985                     | Barcelona (España)   | Medalla de plata | Florete por equipos |
| 1986                     | Sofía (Bulgaria)     | Medalla de plata | Florete por equipos |
| 1987                     | Lausana (Suiza)      | Medalla de oro   | Florete por equipos |
| Representando a Alemania |                      |                  |                     |
| Juegos Olímpicos         |                      |                  |                     |
| Año                      | Lugar                | Medalla          | Prueba              |
| 1992                     | Barcelona (España)   | Medalla de oro   | Florete por equipos |
| Campeonato Mundial       |                      |                  |                     |
| Año                      | Lugar                | Medalla          | Prueba              |
| 1991                     | Budapest (Hungría)   | Medalla de plata | Florete por equipos |